# Telogreika

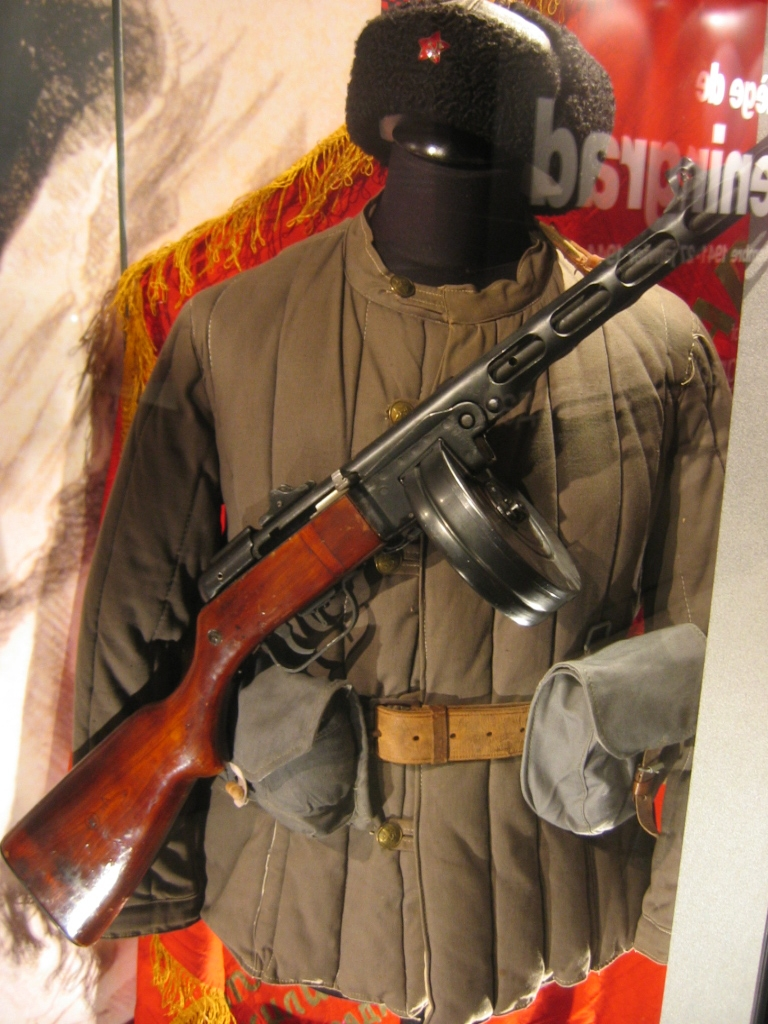
Uniforme de inverno do Exército Vermelho composto por uma telogreika e uma ushanka, exposto no Museu de Caen, na França.

A telogreika (em russo:  телогре́йка, lit. "aquecedor corporal", AFI: [tʲɪlɐˈgrʲejkə]), vatnik (em russo:  ватник, AFI: [ˈvatnʲɪk]) ou fufayka (em russo:  фуфайка) é uma de jaqueta de frio russa acolchoada de algodão quente. Quando usada com botas valenki e a cobertura ushanka, pode manter o usuário aquecido em temperaturas abaixo de zero por longos períodos. Também fazia parte do uniforme de inverno, inicialmente emitido pelo Exército Vermelho durante a Segunda Guerra Mundial. As telogreikas continuaram a ser emitidas até o final da década de 1960.

## Variações
Os primeiros vatniks de 1935 lembravam uma jaqueta de lã moderna em formato e corte. Emitido extensivamente de 1935 a 1941, com uma versão simplificada de 1941 em diante. Pela época da Batalha de Stalingrado, a telogreika havia se tornado comum, mesmo em áreas onde o inverno não era tão severo, tal como ao redor de Stalingrado. O Exército Vermelho geralmente emitia o uniforme de verão em maio e, portanto, a maioria das tropas na Batalha de Berlim ainda tinha sua ordem de inverno: a telogreika por cima da gymnastyorka de lã, e calças com botas de cano longo. A cabeça seria protegida por uma ushanka e um capacete SSh-40. Embora não fosse regulamentar a adição de insígnias na telogreika, era comum que oficiais e sargentos improvisassem dragonas com o emblema de posto.
O corte básico que o uniforme seguia era o de uma jaqueta acolchoada e calças acolchoadas. As calças tinham braguilha com botões e eram amarradas na parte inferior das pernas. Geralmente havia bolsos nos quadris das calças e um bolso com botão na parte da frente da perna da calça. Os casacos telogreika eram abotoados na frente e as mangas eram fechadas com botões. As primeiras versões tinham golas altas, embora estas não tenham mais sido usadas posteriormente. As jaquetas telogreika geralmente tinham um único bolso na frente. As roupas eram geralmente de cor cáqui, embora uniformes pretos fossem fornecidos às tripulações de tanques e algumas variantes de cinza pudessem ser vistas, costuradas em tecido de algodão (e mais tarde uma mistura de poliéster) com enchimento de algodão por dentro. A jaqueta e as calças geralmente tinham um desenho canelado com acolchoado, embora essa característica estivesse ausente em muitos uniformes não-soviéticos.

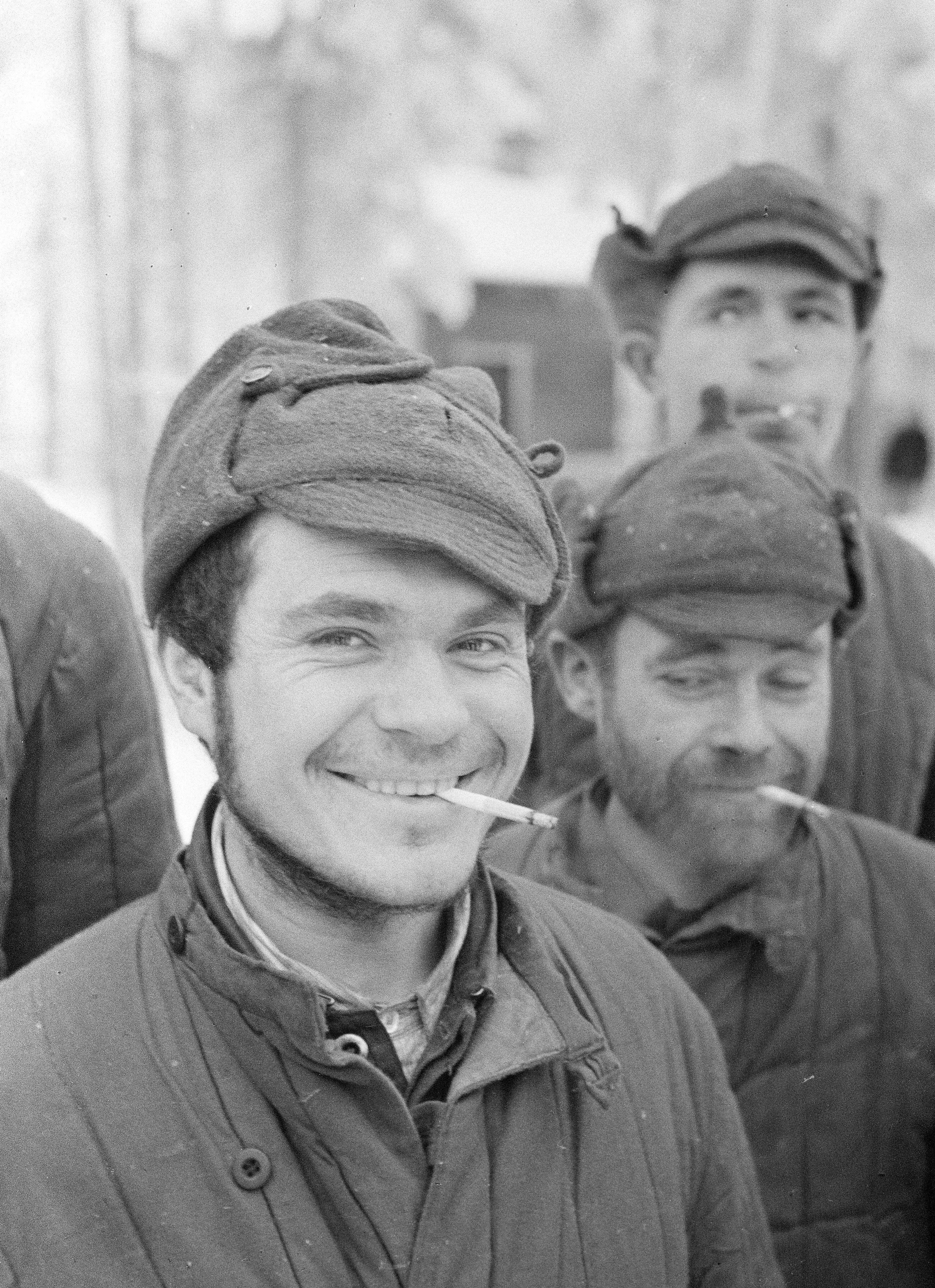
Prisioneiros de guerra soviéticos capturados durante a Guerra de Inverno, com telogreikas de uso padrão.
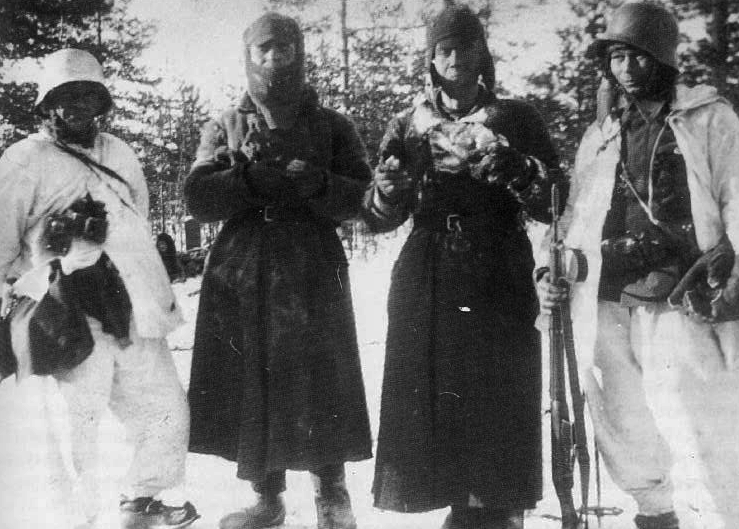
Prisioneiros de guerra soviéticos capturados durante a Guerra de Inverno, com shinels de uso padrão.
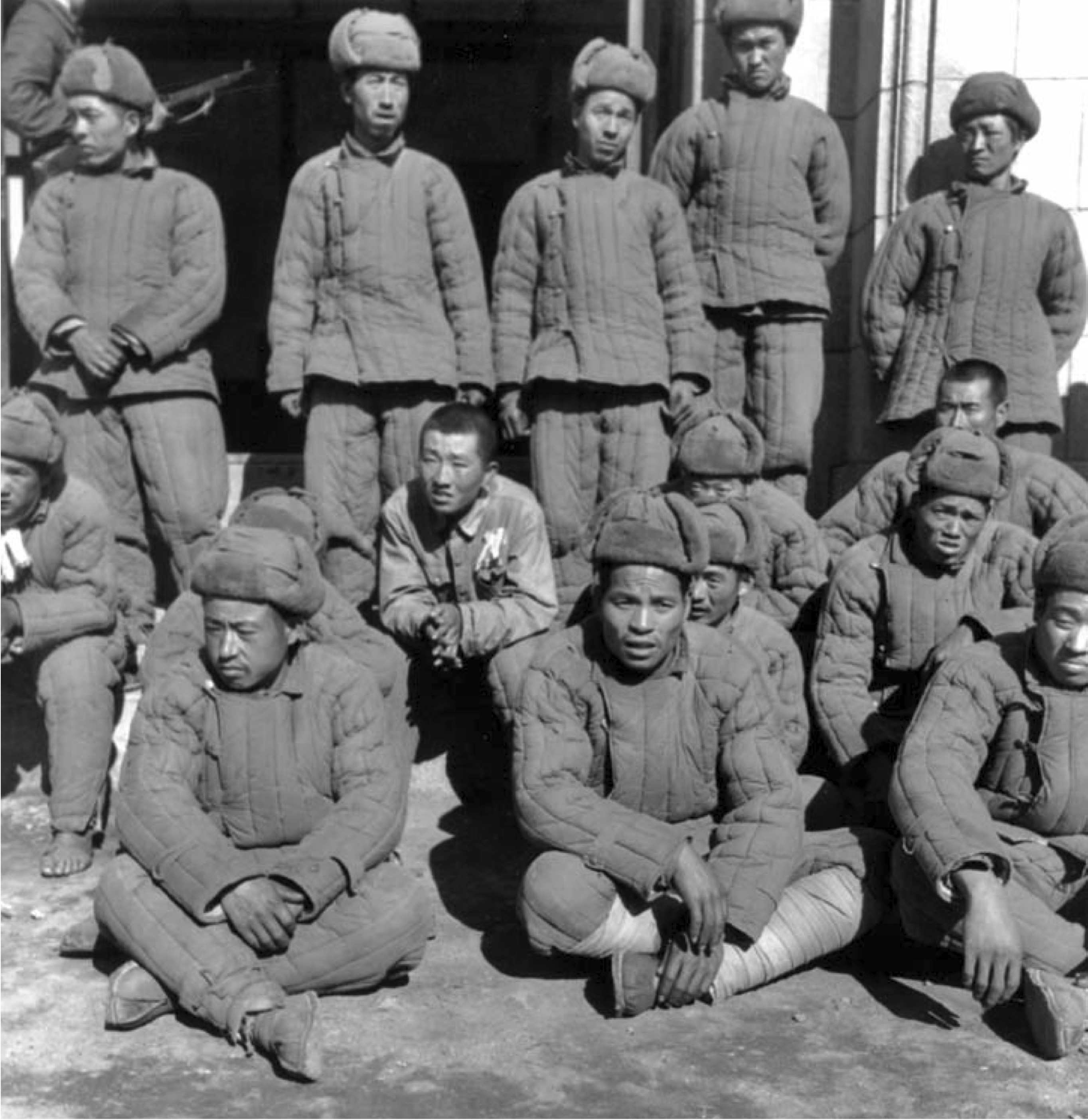
Prisioneiros chineses usando telogreikas na Guerra da Coréia.

## Emissão
A telogreika deixou de ser uma emissão militar no início da década de 1960, sendo amplamente substituída pelo retorno do antigo sobretudo de lã shinel e do sobretudo bushlat. No início da década de 1980, a introdução do uniforme de campanha Afghanka marcou o início de uma nova era no Exército Soviético. Hoje, a telogreika ainda é usada na Rússia e em muitos países do antigo Bloco Oriental por cidadãos comuns. Na Rússia, continua popular entre vigias noturnos, trabalhadores da construção civil e moradores de rua.